# Kírovskoie (Leningrad)
|  | Per a altres significats, vegeu «Kírovskoie». |

|  | No s'ha de confondre amb Kírovsk. |

Kírovskoie (en rus: Кировское) és un poble (possiólok) de l'óblast de Leningrad, a Rússia, que el 2017 tenia un habitant, pertany al districte de Víborgski. Fins al 1948 la vila es deia Búottaa.